# Croton cuneatus
Espèce
Croton cuneatus est une espèce de plantes à fleurs du genre Croton et de la famille des Euphorbiaceae, présente au sud de l'Amérique tropicale.
Il a pour synonymes :
- Croton cuneatus, Miq., 1848
- Croton kaieteuri, Jabl., 1965
- Croton monachinoensis, Jabl., 1965
- Croton surinamensis, Müll.Arg., 1865
- Macrocroton cuneatus, (Klotzsch) Klotzsch
- Macrocroton surinamensis, Klotzsch
- Oxydectes cuneata, (Klotzsch) Kuntze
- Oxydectes surinamensis, (Müll.Arg.) Kuntze